# Miserikordie

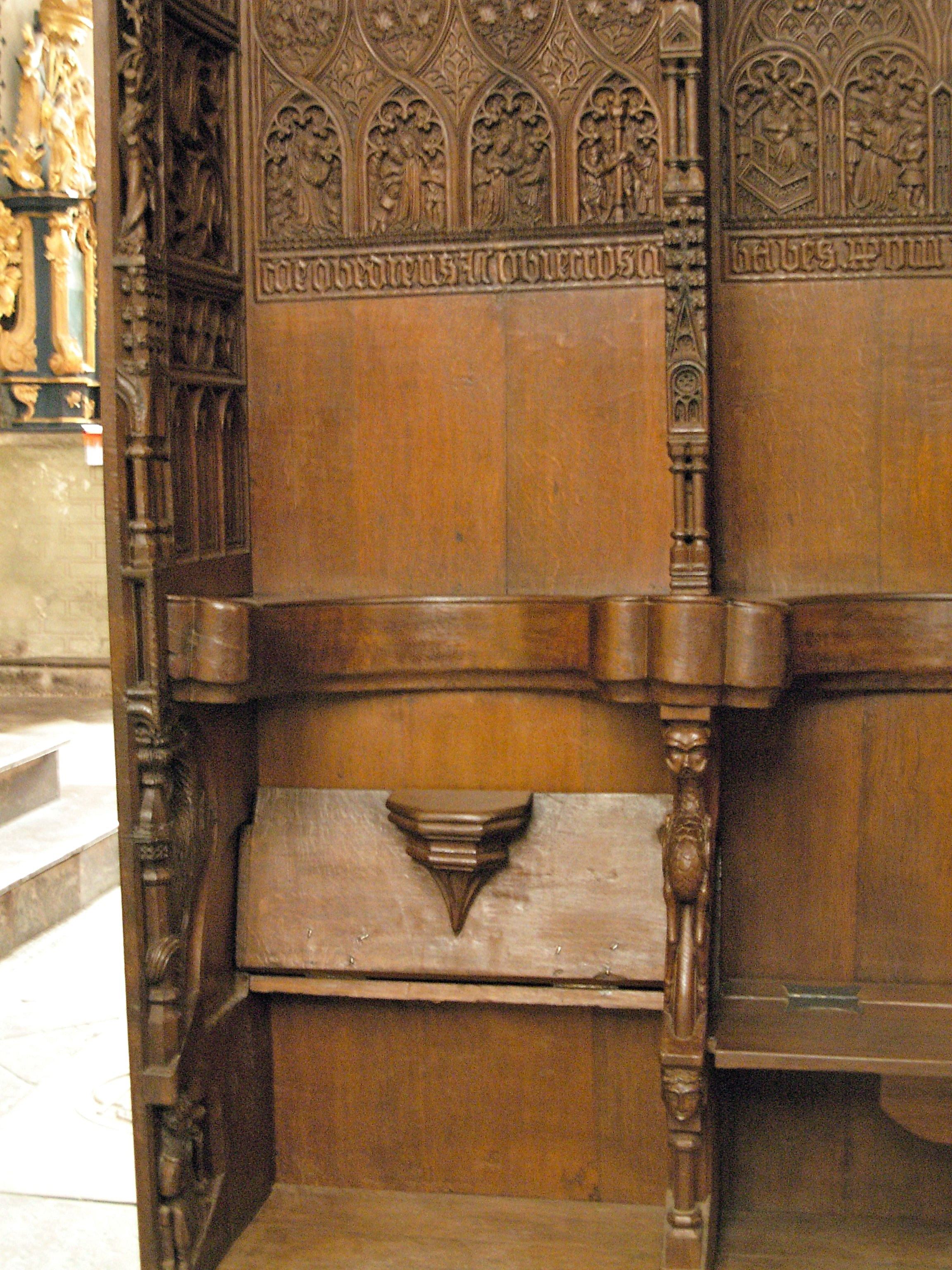
Klappsitz mit Stützbrett für längeres Stehen

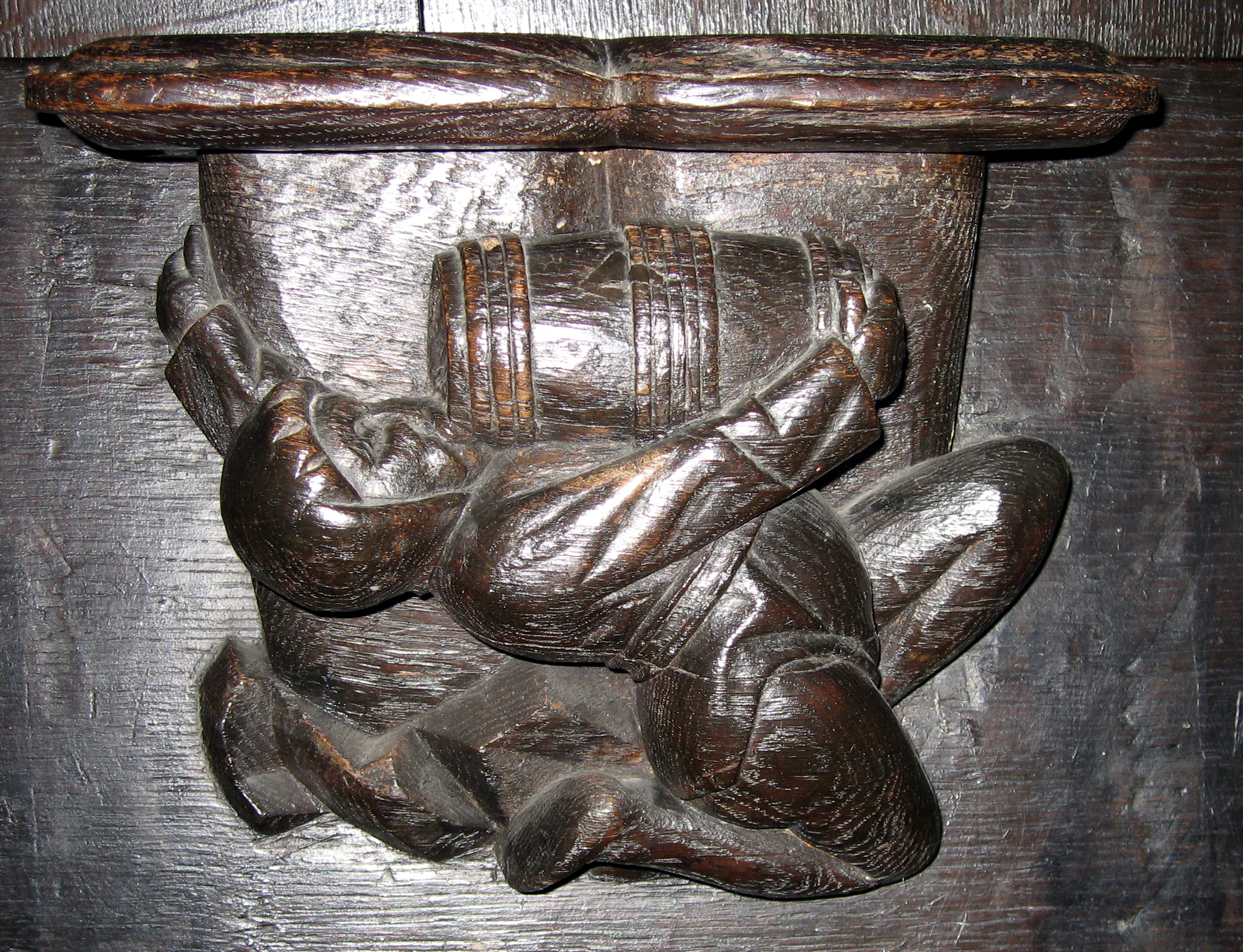
Miserikordie in der Marienkirche zu Dortmund – Trunkener Mönch (Cellerar) (16. Jh.)

Miserikordien oder Misericordien sind kleine Stützbretter im kirchlichen Chorgestühl. Der Begriff stammt vom lateinischen Wort misericordia = „Barmherzigkeit“.

## Funktion
Chorgestühle wurden seit dem Hochmittelalter mit Klappsitzen versehen, die sich hoben, wenn ihr Benutzer aufstand. Als Stütze für lange Stehzeiten waren an der Unterseite der Sitze die sogenannten Miserikordien angebracht. Ursprünglich waren sie wohl nur für ältere, kranke oder geschwächte Mönche oder Chorherren gedacht.

## Geschichte
Waren die ersten Chorgestühle noch aus Stein, so ging man bereits im Frühmittelalter zu hölzernen Konstruktionen – allerdings noch ohne Klappsitze – über. Derartige Chorgestühle haben sich im Kloster Alpirsbach und in Ratzeburg erhalten. In einer Ordensregel der Benediktiner in Hirsau aus dem späten 11. Jahrhundert (Constitutiones Hirsaugienses; auch Consuetudines Hirsaugienses) werden erstmals Miserikordien an Klappstühlen erwähnt.

## Schnitzereien
Unterhalb der Miserikordien waren meist Verzierungen in Form von Schnitzereien angebracht. Aufgrund der Anordnung in der Nähe des Unterleibs zeigen diese Verzierungen nur selten religiöse Themen, sondern oft Darstellungen von negativen oder gar obszönen Dingen und Verhaltensweisen.
Manchmal strahlen die grotesken Fratzen- oder Grimassenschneider auch auf die Seitenwangen oder die Armlehnen des Chorgestühls aus, wo normalerweise eher biblische Themen oder hoheitliche Embleme (Löwen) angebracht waren. Die wirklich obszönen Darstellungen finden sich jedoch nur an den Miserikordien.

## Bedeutung
Über die Bedeutung der kuriosen und manchmal auch sehr freizügigen Darstellungen in den Miserikordien ist viel geschrieben worden: Festzuhalten bleibt, dass sie – sowohl bei Mönchen als auch bei den Bildschnitzern des ausgehenden Mittelalters – sehr beliebt waren. Letztere waren bei der Anfertigung von Miserikordien sowohl in der Wahl des Themas als auch hinsichtlich der inhaltlichen und formalen Ausgestaltung weitgehend frei und keinen Beschränkungen unterworfen.
Im Gegensatz zu den überwiegend religiösen Themen in der üblichen Kirchenausstattung sind die Miserikordien eher der volkstümlichen Bildkunst zuzurechnen. Sie bilden eine versteckte „Gegenwelt“, wie sie an Kirchengebäuden – in ganz ähnlicher Weise – oft auch an den Konsolenfriesen unterhalb von Gesimsen und Dachtraufen sichtbar wird.

## Galerie

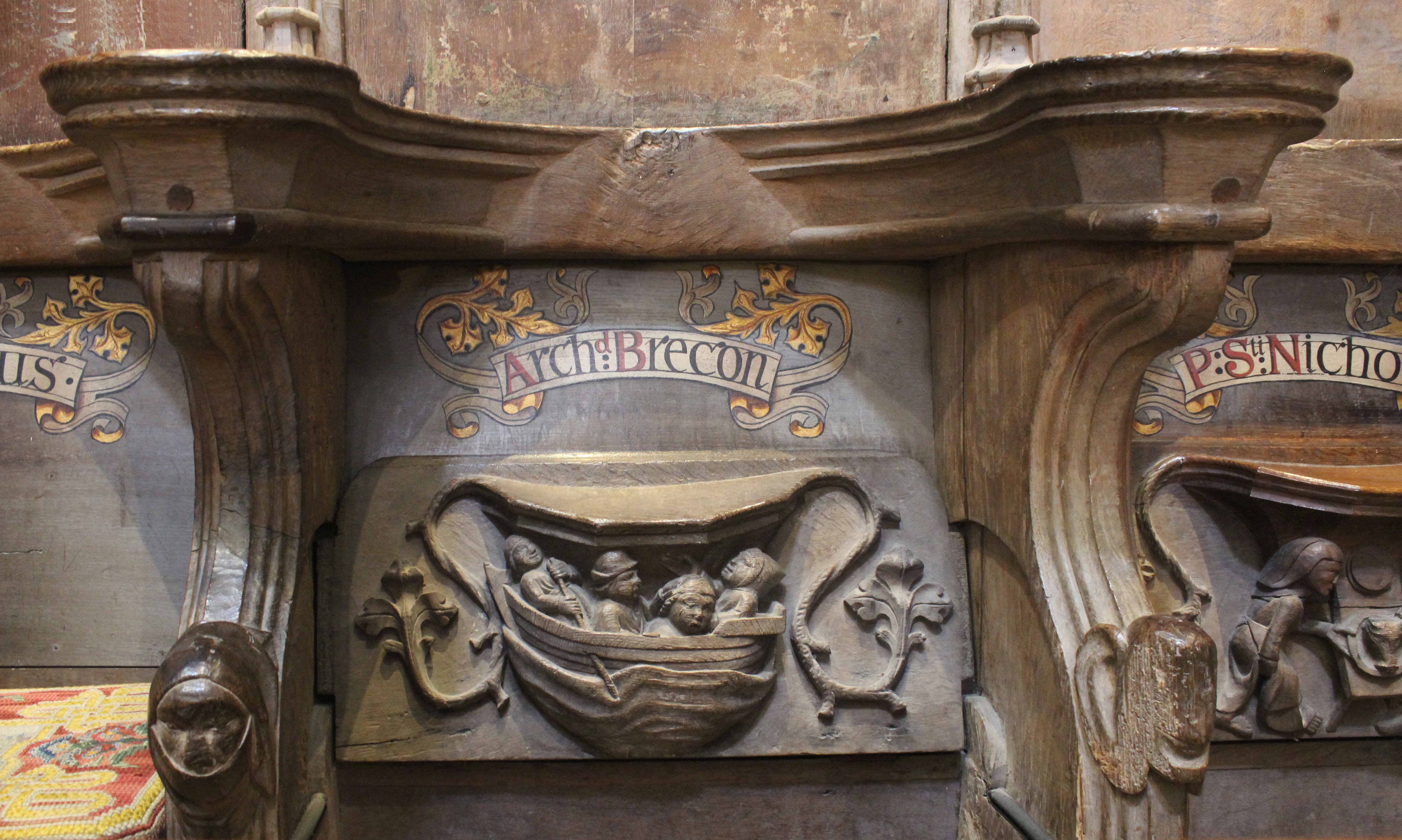
Sitz des Erzdiakons von Brecon im Chor der St. Davids Cathedral in Wales mit der Miserikordie
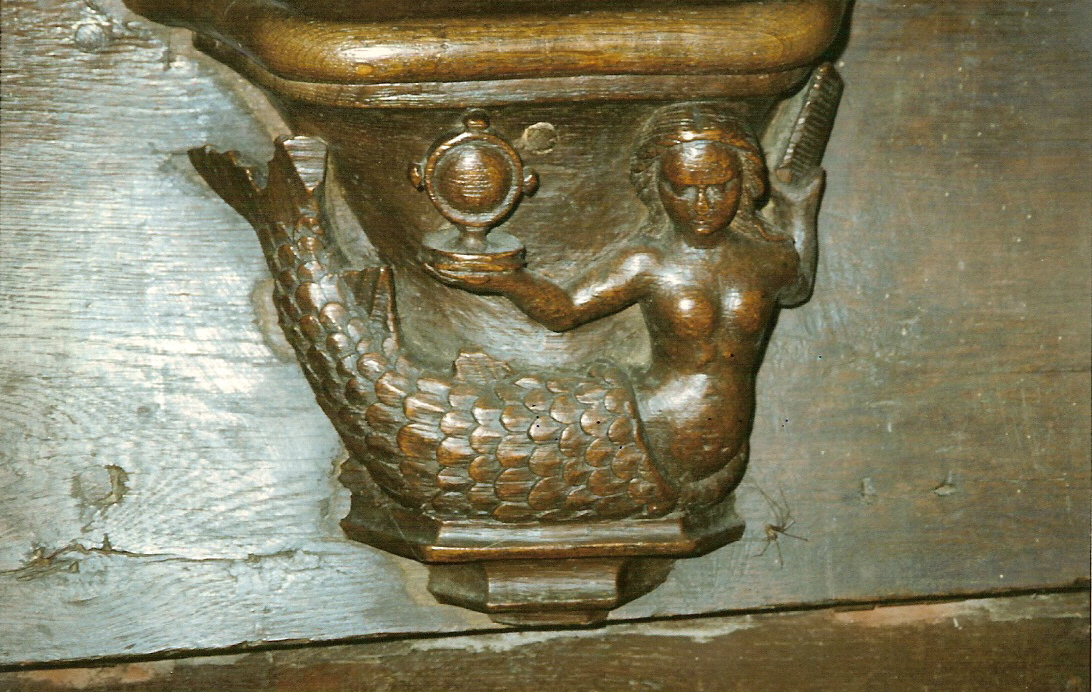
Les Andelys (Normandie), Église Notre-Dame – Meerjungfrau mit Spiegel und Kamm
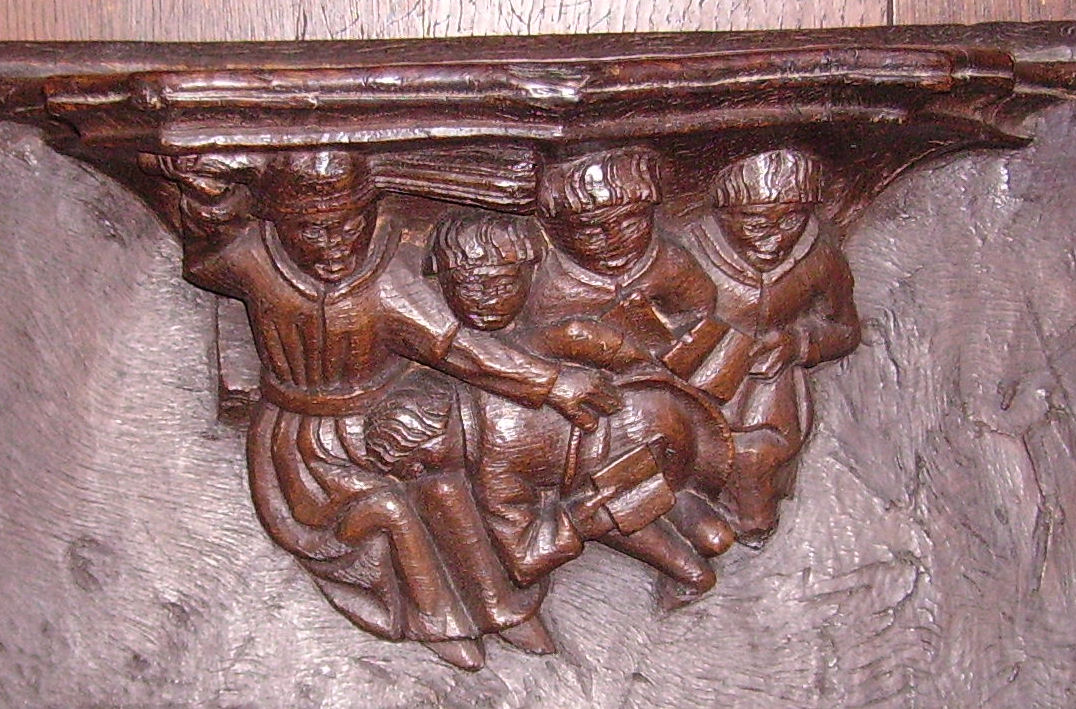
Boston (Lincolnshire), St Botolph’s Church – Lehrer schlägt einen Schüler
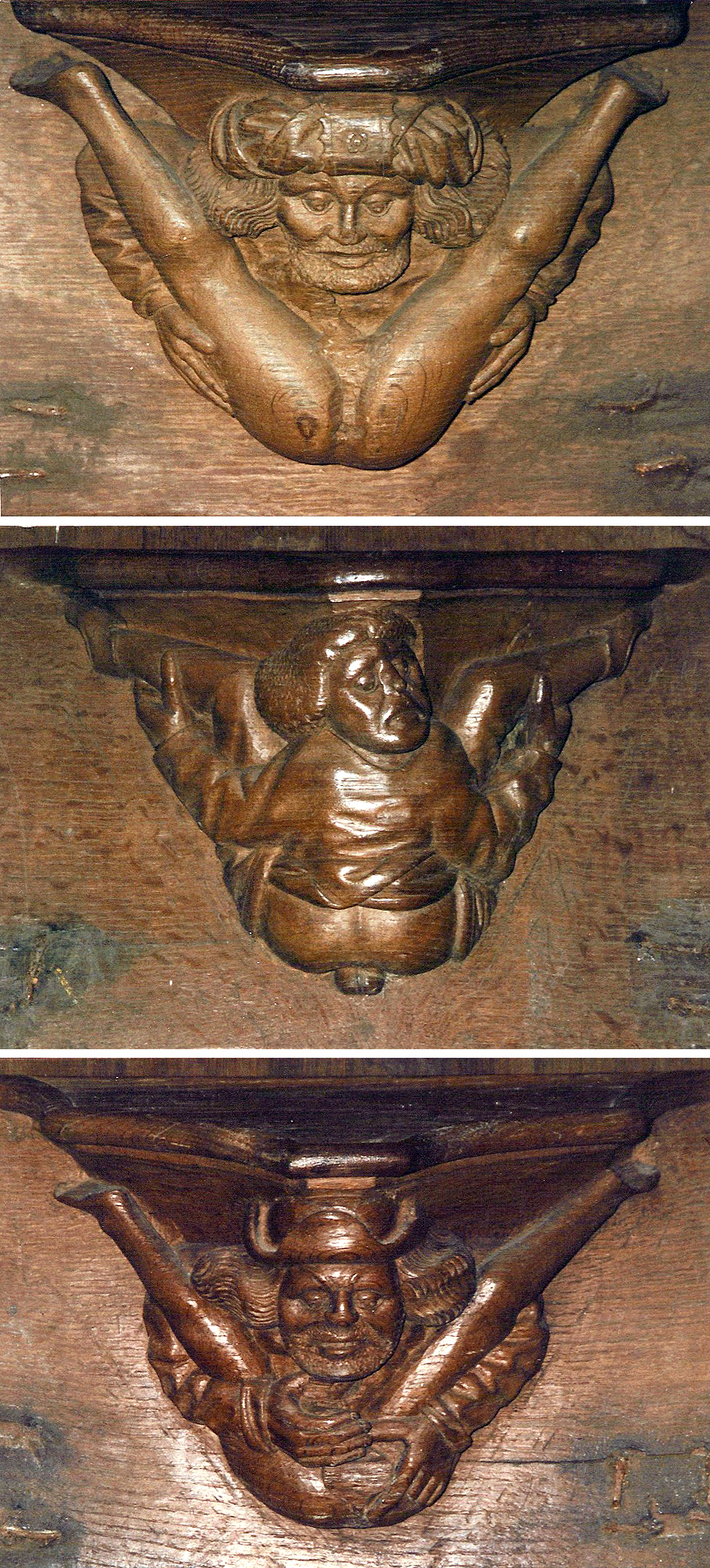
Tréguier (Bretagne), Kathedrale – drei Obszönitäten
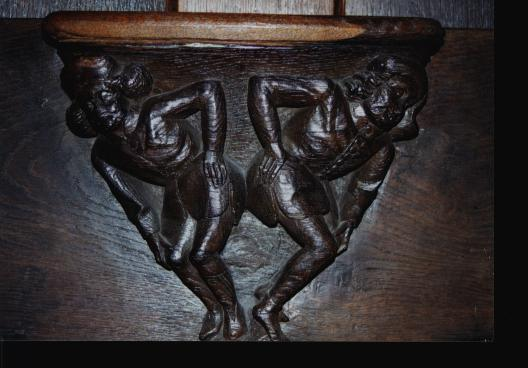
Quirinusmünster in Neuss – 'Stippeföttche' (16. Jh.)
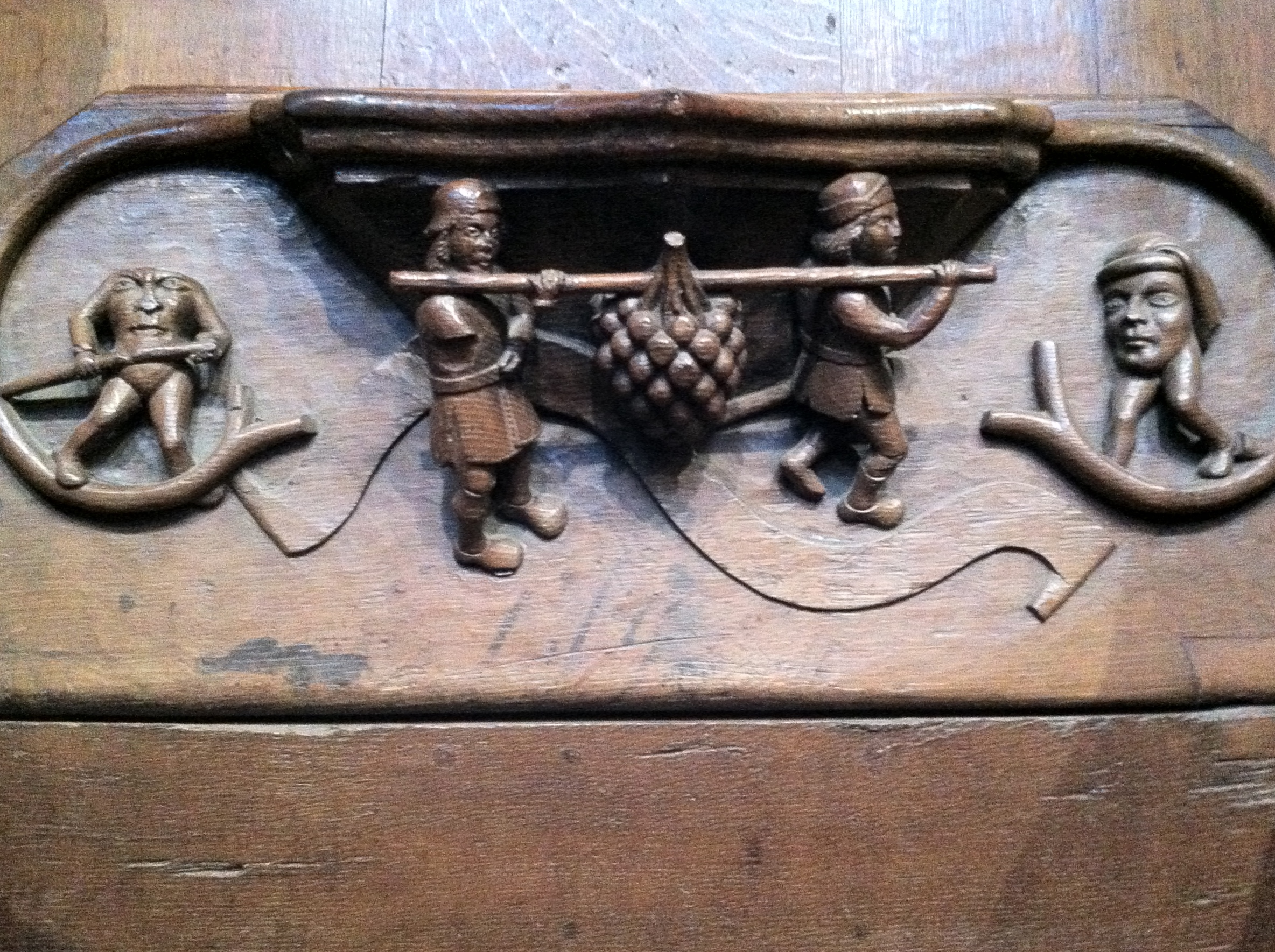
Kopfloser (acephale) und Kopffüßler seitlich einer Miserikordie im Chorgestühl der Kathedrale von Ripon, England (15. Jh.)